# مونت ورنن (جورجیا)
مونت ورنن، جورجیا (به انگلیسی: Mount Vernon, Georgia) یک شهر در ایالات متحده آمریکا با جمعیت ۲٬۰۸۲ نفر است که در جورجیا واقع شده‌است.

## موقعیت جغرافیایی
موقعیت جغرافیایی شهرها و مناطق اطراف به شرح زیر است: